# 十六TT証券
十六TT証券株式会社（じゅうろくティーティーしょうけん、英文社名：Juroku Tokai Tokyo Securities Co.,Ltd.）は、岐阜県岐阜市に本店を置く証券会社。

## 概要
十六銀行と東海東京フィナンシャル・ホールディングスの共同出資により、2019年に設立される。
十六銀行が十六TT証券へ出資し同行の連結子会社とした上、同証券が東海東京証券の岐阜県内4店舗（岐阜支店、大垣支店、多治見支店、中津川営業所）を承継し、2019年6月3日に営業を開始。
2021年10月の十六フィナンシャルグループ発足時に同社傘下へ異動している。

## 沿革
- 2018年（平成30年）
  - 3月23日 - 十六銀行と東海東京フィナンシャル・ホールディングスとの間で包括的業務提携に関する基本合意を締結。
  - 4月24日 - 東海東京フィナンシャル・ホールディングスの100％出資で「十六TT証券設立準備会社」を設立。
- 2019年（平成31年/令和元年）
  - 3月27日 - 第一種金融商品取引業登録完了。
  - 4月1日 - 十六TT証券設立準備会社を十六TT証券に商号変更。
  - 6月3日 - 十六銀行による十六TT証券への出資により子会社化し、営業を開始。
- 2020年（令和2年）
  - 4月 - 十六銀行名古屋ビル内に本店営業部名古屋営業所を開設。
- 2021年（令和3年）
  - 10月1日 - 十六フィナンシャルグループ設立により十六TT証券は同社の子会社となる。
- 2022年（令和4年）
  - 4月 - 本店営業部名古屋営業所を名古屋支店に組織変更。